# Caricatura

Charlie Hebdo

Caricatura é um desenho de um personagem da vida real, tal como políticos e artistas. Porém, a caricatura enfatiza e exagera as características da pessoa de uma forma humorística, assim como em algumas circunstâncias acentua gestos, vícios e hábitos particulares em cada indivíduo. Ser caricato é ser objeto de comicidade, ironia ou ter algo peculiar na face ou no corpo, levados ao exagero, à sátira jocosa ou como crítica de costumes.
Historicamente a palavra caricatura vem do italiano caricare (carregar, no sentido de exagerar, aumentar algo em proporção).
A caricatura é a "mãe" do expressionismo, onde o artista desvenda as impressões que a índole e a alma deixaram na face da pessoa.
A distorção e o uso de poucos traços são comuns na caricatura. Diz-se que uma boa caricatura pode ainda captar aspectos da personalidade de uma pessoa através do jogo com as formas. É comum sua utilização nas sátiras políticas; às vezes, esse termo pode ainda ser usado como sinônimo de grotesco (a imaginação do artista é priorizada em relação aos aspectos naturais) ou burlesco…

## História e caricaturistas

Caricatura de Charles Darwin, 1871

Annibale Carracci foi um dos grandes expoentes da caricatura. É o pioneiro na História da Arte a utilizar-se dela, contrapondo-a à idealização.
Os Carracci, família de pintores italianos do fim do século XVI: Ludovico (Bolonha, 1555 - id., 1619) e seus dois primos Agostino (Bolonha, 1557 - Parma, 1602) e Annibale (Bolonha, 1560 - Roma, 1609) foram os decoradores da galeria do Palácio Farnese. Em 1585, fundaram em sua cidade natal uma escola onde se formaram grandes artistas do século XVII e que foi a origem do ecletismo acadêmico.
Artistas da Escola de Bologna também se destacam nessa forma de arte, como Domenichino e Guercino. Pier Leone Ghezzi (1674 - 1755) foi um dos primeiros a dedicar-se quase que integralmente à realização de caricaturas.

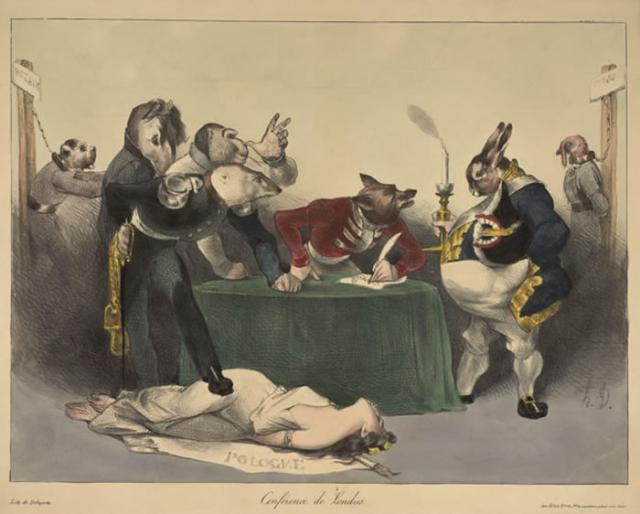
Caricatura de Daumier: Conferência de Londres de 1830, na qual foram redefinidas as fronteiras da Bélgica, Luxemburgo e Países Baixos. Daumier representa cada um dos embaixadores como um animal, destacando-se embaixador francês, Talleyrand, a lebre

O termo "caricatura" apareceu pela primeira vez em 1646, com finalidade de nomear as séries de desenhos satíricos de Agostino Carracci.
Levando-se em conta que os críticos costumam considerar atributos importantes de uma boa caricatura a máxima expressividade com o mínimo de traços, Gianlorenzo Bernini (1598 - 1680) é tido como um dos mais brilhantes caricaturistas.
É comum vermos caricaturas políticas em nossos jornais ou revistas. Entretanto, as sátiras sociais através de caricaturas já existiam principalmente a partir do século XVIII, realizadas por artistas de renome.
Os ingleses James Gillray (1757 - 1815) e Thomas Rowlandson (1756 - 1827) eram alguns desses artistas considerados brilhantes caricaturistas, que faziam o observador logo reconhecer a personalidade que estava sendo estereotipada.
A agitação social da França do Século XIX foi um prato cheio para os caricaturistas do período. Destacam-se artistas como Honoré Daumier (1808- 1879), considerado um dos melhores do gênero, cuja vítima preferida era o governo de Luís Filipe (1773 - 1850). Seus trabalhos costumavam estar presentes no diário Le Charivari e no semanário La Caricature.
Artistas como Tiepolo, Puvvis de Chavannes e até Picasso, também têm trabalhos de caricatura. Monet, por exemplo, era caricaturista no início de sua carreira. É comum ainda o uso de elementos caricaturais nas artes gráficas contemporâneas.
Nos dias atuais, são vários os caricaturistas que se destacam internacionalmente, fazendo exposições e publicando na mídia impressa. Os maiores nomes são Sebastian Kruger, Jan Opdebeeck, Mulatier entre outros.

## No Brasil

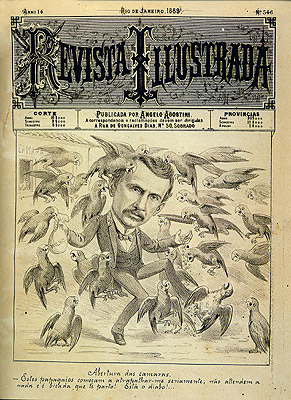
Capa da Revista Illustrada de 1889 com caricatura de Angelo Agostini

A primeira caricatura publicada no Brasil foi uma charge política de autoria de Manuel de Araújo Porto-Alegre, em 1836, durante o período regencial, sendo lembrado como o pioneiro da caricatura brasileira.
Em 1837, Manuel de Araújo publicou uma caricatura no Jornal do Comércio, que seria uma sátira destinada ao seu inimigo Justiniano José da Rocha. No século XIX estiveram em atividade no Brasil grandes artistas, como Angelo Agostini, Rafael Bordalo Pinheiro e Cândido Aragonez de Faria, dinamizando um grande mercado, formando escolas e propiciando o aparecimento de uma quantidade de jornais e revistas ilustradas.
A caricatura servia para destacar os acontecimentos em que se denunciava a corrupção na política, até os dias atuais é usado pelos jornais como sátira de acontecimentos na política.  Em 2002 ressurgia um jornal criado por Ziraldo, aclamado de O Pasquim 21, um semanal que havia tido início em 1969 em época de regime militar com o nome de Pasquim, onde as paginas eram repletas de caricaturas e charges de acontecimentos e fatos no Brasil. Infelizmente O Pasquim 21, que tem este nome com o numeral 21 referindo-se ao século XXI, teve fim em 2004.
Raul Pederneiras (Raul), Calixto Cordeiro (K. Lixto) e J. Carlos são nomes que surgem dentre os primeiros artistas exclusivamente caricaturistas. Destacam-se também Nair de Tefé, a primeira mulher caricaturista do mundo, Henrique Fleiuss, Max Yantok, Millôr Fernandes, Lan, Chico Caruso, Cássio Loredano, Angelo Agostini, Cláudio Paiva, Angeli, Glauco Villas-Boas, Laerte, Ziraldo, Jaguar e Henfil, entre outros.